# Taylor Morris
Taylor Cloy Morris (4 giugno 1991) è uno slittinista statunitense.

## Biografia
Ha iniziato a gareggiare nel 2008 per la nazionale statunitense sia nella specialità del singolo che in quella de doppio. Si distinse nelle categorie giovanili conquistando due medaglie nella gara a squadre ai campionati mondiali juniores, una d'argento ottenuta a Nagano 2009 gareggiando nella frazione del doppio in coppia con Trent Matheson, e una di bronzo vinta a Igls 2010, stavolta partecipando nella frazione individuale.

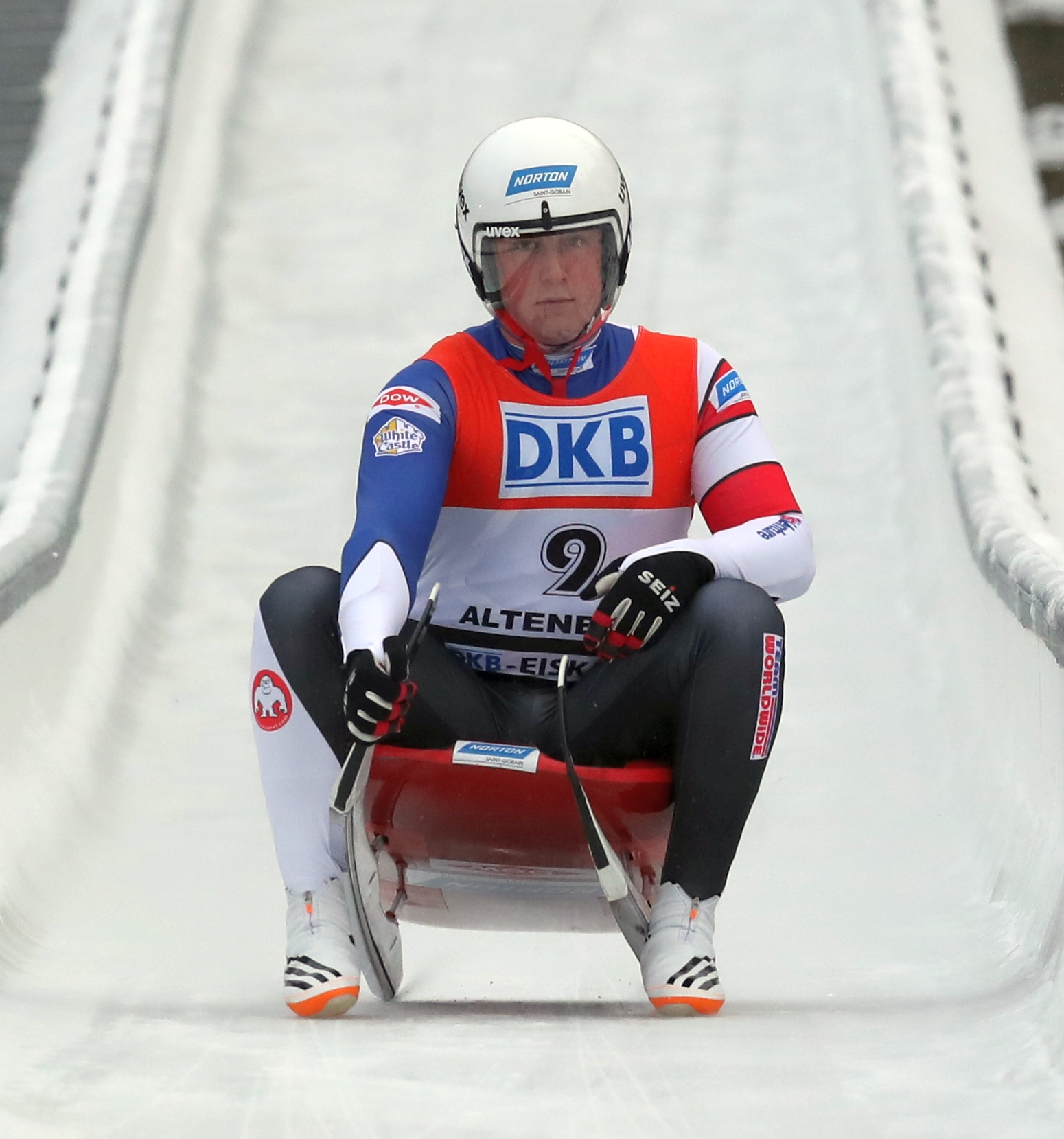
Morris in gara ad Altenberg nel 2017

A livello assoluto ha esordito in Coppa del Mondo nella stagione 2011/12, il 9 dicembre 2011 a Whistler, concludendo la gara del singolo al 25º posto; centrò il suo primo podio il 16 dicembre 2017 a Lake Placid, dove fu terzo nel singolo sprint. In classifica generale come miglior risultato si è piazzato al sedicesimo posto nel 2016/17 nella specialità monoposto.
Ha partecipato ai Giochi olimpici invernali di Pyeongchang 2018, terminando la gara del singolo in 18ª posizione.
Ha inoltre preso parte a tre edizioni dei campionati mondiali, totalizzando quali migliori risultati il 17º posto nel singolo in due occasioni: a Igls 2017 e a Whistler 2013, occasione in cui conseguito la medaglia d'argento nella speciale classifica riservata agli under 23; nell'edizione del 2017 fu inoltre quinto nel singolo sprint.
Ai campionati pacifico-americani ha altresì vinto due medaglie di bronzo individuali, una a Lake Placid 2013 e l'altra a Park City 2017.

## Palmarès

### Mondiali under 23
- 1 medaglia:
  - 1 argento (singolo a Whistler 2013).

### Mondiali juniores
- 1 medaglie:
  - 1 argento (gara a squadre a Nagano 2009);
  - 1 bronzo (gara a squadre a Igls 2010).

### Campionati pacifico-americani
- 2 medaglie:
  - 2 bronzi (singolo a Lake Placid 2013; singolo a Park City 2017).

### Coppa del Mondo
- Miglior piazzamento in classifica generale nel singolo: 16º nel 2016/17.
- Miglior piazzamento in classifica generale nel singolo sprint: 17º nel 2016/17.
- 1 podio (nel singolo sprint):
  - 1 terzo posto.

### Coppa del Mondo juniores
- Miglior piazzamento in classifica generale nel singolo: 8º nel 2009/10.